# Necròpolis reial de Biblos
La necròpolis reial de Biblos és una zona d'enterraments situada a la ciutat de Biblos —ara Gubayl—, al Líban. Es troba a l'oest del recinte arqueològic, davant d'un penya-segat que voreja l'àrea per l'oest, al sud del port i a l'oest del castell.
El 13 de febrer de 1922 el penya-segat es va enfonsar a la mar després d'unes fortes pluges, fet que va permetre al egiptòleg francès Pierre Montet descobrir el mur posterior d'una cambra funerària excavada a la roca a dotze metres de fondària. El col·lapse de part del precipici va permetre descobrir la tomba I i el cementiri. Després d'aquesta primera troballa es van localitzar vuit tombes contemporànies a la dinastia XII d'Egipte, pertanyents a la fi de l'Imperi mitjà d'Egipte. Les tombes varen ser numerades de la I a la IX per Montet, seguint l'ordre de descobriment. A partir de l'any 1925, Montet fou rellevat per Maurice Dunand, que va continuar amb les excavacions a la zona durant quaranta anys.
El conjunt està format per nou tombes o pous funeraris excavats a la roca, a una profunditat de nou a dotze metres, que condueixen a una cambra funerària. Estan agrupats en una zona situada al nord-oest formada per quatre tombes i una altra situada al sud-est constituïda per altres quatre pous i la tomba V. En aquesta última, la més important de totes, es va descobrir l'indret d'enterrament i sarcòfag pertanyent al rei fenici Ahiram.

## Grup nord-oest de tombes
Aquest grup de quatre tombes pertany al segle xviii aC. Dues d'elles havien estat saquejades, mentre que les altres dues aparentment romanien intactes.
La tomba I va pertànyer al rei de Biblos Abichemou I. Es va trobar pràcticament inalterada i amb diversos objectes valuosos al seu interior. A la cambra funerària es va trobar el sarcòfag del rei tallat en pedra calcària blanca. Entre els objectes descoberts hi havia un magnífic recipient d'argila, armes amb un bany d'or, joies d'or, alguns gots d'obsidiana amb el nom del rei d'Egipte Amenemhet III (1843-1797 aC) i un vas de plata que podria provenir de la zona de l'Egeu. No es van trobar les restes òssies del rei. El nom del sobirà no estava escrit a la tomba, va aparèixer en un corredor adjacent que connecta la seva tomba amb la del seu fill i successor Ipshemouabi o Ipschemuabi.
El rei és anomenat amb el títol egipci h3.tj-ˁ o alcalde. Aquest fet amb els estris trobats permeten certificar que va ser un contemporani d'Amenemhet III. El ric mobiliari funerari mostra, des del punt de vista artístic, una forta influència egípcia que testifica l'estreta relació entre Biblos i Egipte. Alguns especialistes han deduït fins i tot que en aquest període s'utilitzava l'escriptura egípcia a la ciutat. Abichemou I és també nomenat en un segell cilíndric egipci on es refereix a ell com a «alcalde de Biblos».

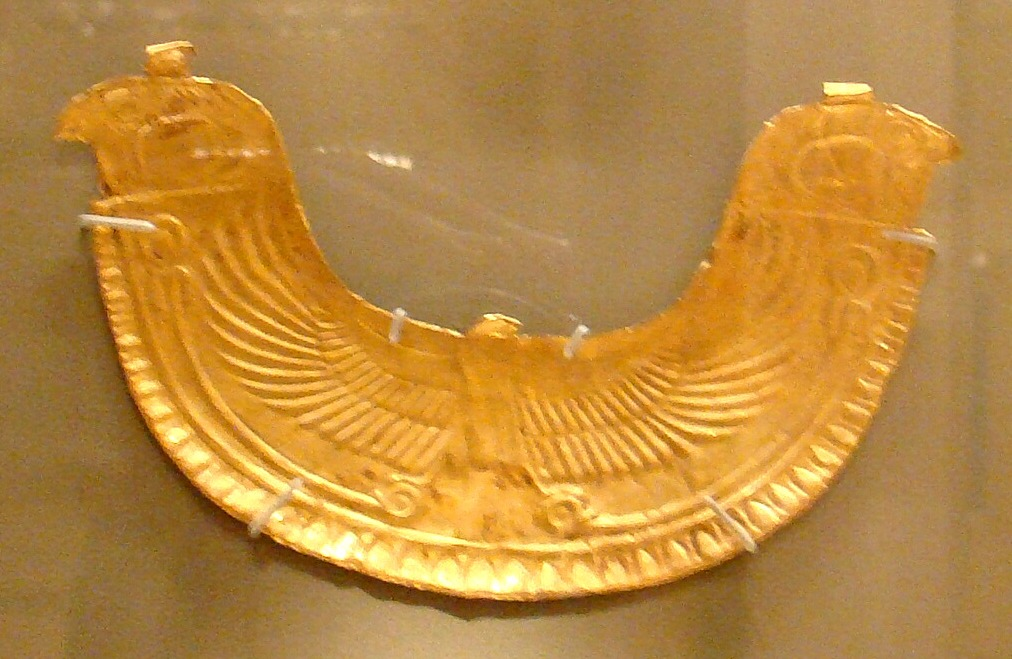
Pectoral d'or del rei Ipchemouabi (Museu Nacional de Beirut)

La tomba II va pertànyer a Ipchemouabi, fill d'Abichemou I. Com la del seu pare, també es va trobar pràcticament intacta i amb diversos objectes de valor al seu interior. Cal assenyalar que era més luxosa que la d'Abichemou I, amb la qual estava connectada a través d'un passatge. A la cambra funerària es va trobar el sarcòfag tallat en pedra calcària blanca. Es van trobar pràcticament els mateixos objectes que a la tomba del seu pare, però en major quantitat: uns magnífics recipients d'argila, armes i joies d'or, entre elles un pectoral decorat amb obsidianes on apareix el nom del rei d'Egipte Amenemhet IV (1797 -1787 aC), un collaret i un penjoll en forma de petxina amb la imatge d'un falcó i el nom d'Ipshemouabi escrit en un cartutx. Tots aquests objectes reflecteixen la influència egípcia a Biblos, malgrat el cos del rei no tenia cap element valuós com era habitual en la tradició egípcia. El nom de «rei» es va trobar en dos objectes on se'l descriu explícitament com el fill d'Abichemou I. Era nomenat amb el títol egipci Hati-a-en-képen x3.tj-ˁ-n-KPN, «alcalde de Biblos».
| Tomba | Cambra funerària | Reis de Biblos                          | Contemporani de | Mobiliari              | Estat               |
| ----- | ---------------- | --------------------------------------- | --------------- | ---------------------- | ------------------- |
| I     | Sarcòfag         | Abichemou                               | Amenemhat III   | Ossos, vas d'obsidiana | Aparentment intacte |
| II    | Cofre de fusta   | Ipchemouabi                             | Amenemhet IV    | Cofre d'obsidiana      | Aparentment intacte |
| III   |                  |                                         | Segle XVIII aC. | Cap objecte egipci     | Saquejada           |
| IV    | Sarcòfag         | Medjed-tebit-iotef, egipci o nom egipci | Segle XVIII aC. |                        | Saquejada           |

## Tomba V

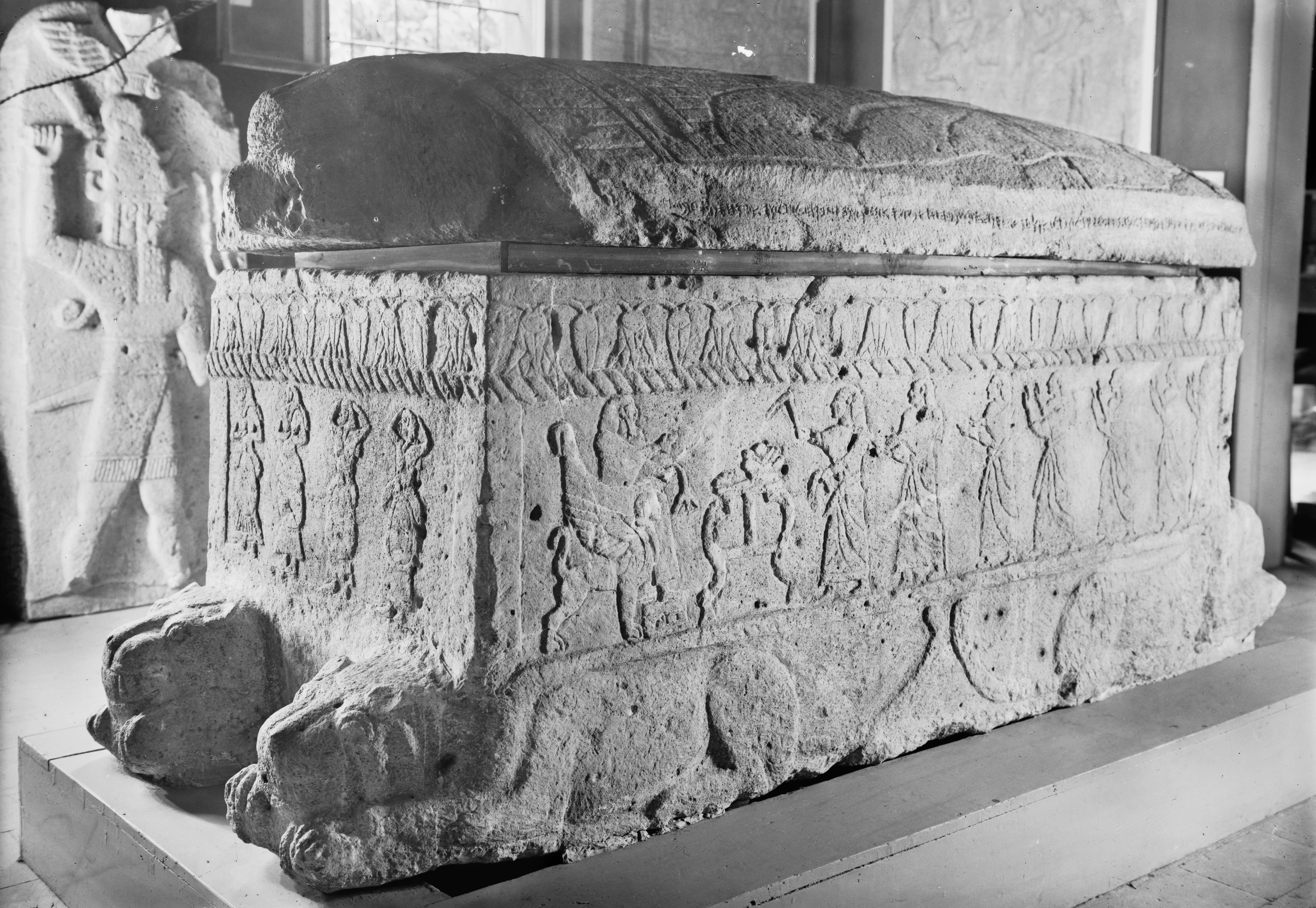
Sarcòfag del rei Ahiram de Biblos (Museu Nacional de Beirut)

La tomba està formada per un pou que travessa una capa de roca d'un costat a l'altre. A la cambra es van trobar tres sarcòfags, dos d'ells sense decoració i que contenien una ossada, i el tercer amb una ornamentació d'influència egípcia i siriana en els seus motius i en la seva forma, una característica típica de l'art fenici d'aquesta època.

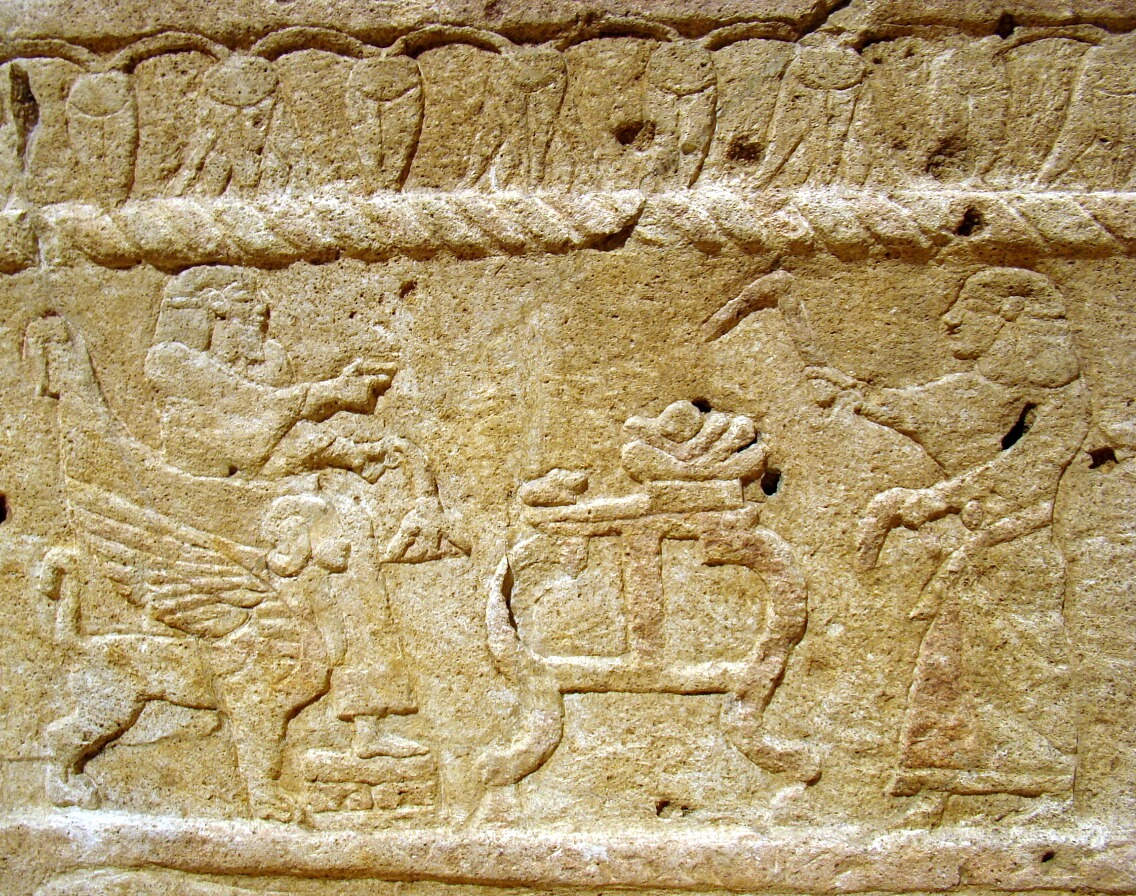
Detall del sarcòfag d'Ahiram

Aquest últim sarcòfag, pertanyent al rei Ahiram, és un dels objectes fenicis més destacables i va ser dedicat al rei pel seu fill Itobaal I, com indica una inscripció gravada en la tapa. La seva importància es deu al fet que el text, amb 38 paraules, és el més antic realitzat amb caràcters fenicis trobat fins a la data. El taüt rectangular amb un tancament en forma de cúpula es troba sobre quatre peus amb forma de lleons rampants. Els laterals estan decorats amb diferents escenes. Als costats es representen dos llargs seguicis fúnebres, un d'ells amb una esfinx alada. Les cares davantera i posterior mostren personatges femenins vestits de dol. El conjunt devia estar profusament acolorit doncs encara són visibles grans traces de la pintura original.

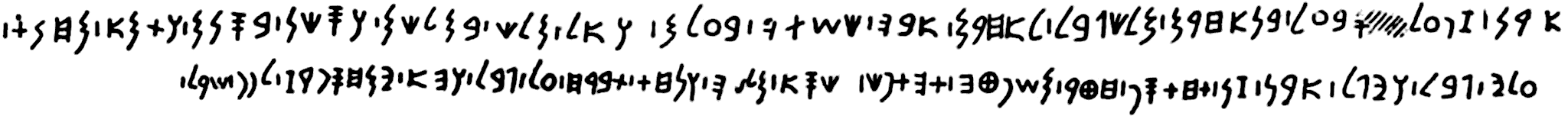
Inscripció del sarcòfag d'Ahiram, considerada la més antiga escrita en fenici

A prop del fons del pou, oposat a l'entrada de la cambra funerària que està orientada cap a l'est, es van trobar també diversos fragments d'atuells d'alabastre, un dels quals indica la titulatura reial de Ramsès II. Aquests objectes pertanyien a l'aixovar i als ritus funeraris celebrats en honor del difunt. La tomba va ser datada al segle xiii aC, tal com va indicar Pierre Montet:
| « | Els fragments d'objectes recollits a la planta superior del pou, al seu fons i en la cambra funerària formen una sèrie homogènia de peces, sirianes o egípcies, que poden datar-se de l'Imperi Nou i els dos atuells d'alabastre permeten atribuir al regnat de Ramsès II. Cap peça pertany a una data posterior. | » |

| V | Un sarcòfag decorat Dos sarcòfags no decorats | Ahiram | Ramsès II segle XIII aC. |

## Grup sud-est de tombes
Aquest grup de quatre tombes se situa a uns trenta metres al sud del pou IV i a uns cinquanta metres del mar. El mobiliari trobat en elles era menys considerable que el dels enterraments precedents. No obstant això, la tomba VIII conservava encara el sarcòfag on es van trobar tauletes d'or, perles, un falcó de ametista, sis anells d'or i un fragment d'un got amb jeroglífics. La tomba IX va revelar el nom d'un príncep de Biblos, Abichemou, o de forma abreujada, Abi. No contenien cap objecte provinent directament de l'Antic Egipte. Cap el 1590 aC, Egipte va ser envaït i no va poder continuar mantenint relacions amb Gubayl.
Aquest conjunt presenta analogies amb les tombes I a IV, pertanyents al segle xviii aC, i amb la tomba V o d'Ahiram, datada al segle xiii aC. Per tant, la seva cronologia s'ha de situar entre aquestes dues dates, ja que recorden a les primeres i s'anticipen a la segona.
| tomba | cambra funerària | reis de Biblos    | contemporani a                       | mobiliari                      | estat     |
| ----- | ---------------- | ----------------- | ------------------------------------ | ------------------------------ | --------- |
| VI    |                  |                   | Entre els segles XVIII aC i XIII aC. | Cap objecte provinent d'Egipte | saquejada |
| VII   | sarcòfag         |                   | Entre els segles XVIII aC i XIII aC. | Cap objecte provinent d'Egipte | saquejada |
| VIII  | sarcòfag         |                   | Entre els segles XVIII aC i XIII aC. | Cap objecte provinent d'Egipte | saquejada |
| IX    |                  | Abi i/o Abichemou | Entre els segles XVIII aC i XIII aC. | Cap objecte provinent d'Egipte | saquejada |